# وارونا ۲۰۰۰۰

سیارک ۲۰۰۰۰ (به انگلیسی: 20000 Varuna، نامگذاری:2000WR106) (نماد: ) بیست هزارمین سیارک کشف شده‌است که در ۲۸ نوامبر ۲۰۰۰ کشف شد.
قدر مطلق سیارک برابر ۳٫۷۰ است.